# Трейер, Тобиас
То́биас Тре́йер (нем. Tobias Treyer) — швейцарский кёрлингист
В составе мужской сборной Швейцарии участник чемпионата мира 1997. Чемпион Швейцарии среди мужчин (1997).

## Достижения
- Чемпионат Швейцарии по кёрлингу среди мужчин: золото (1997)[2].

## Команды
| Сезон   | Четвёртый     | Третий        | Второй          | Первый           | Запасной      | Турниры                      |
| ------- | ------------- | ------------- | --------------- | ---------------- | ------------- | ---------------------------- |
| 1996—97 | Патрик Нетцер | Маркус Видмер | Дамиан Грихтинг | Фабиан Буркхардт | Тобиас Трейер | ЧШМ 1997 · ЧМ 1997 (7 место) |

(скипы выделены полужирным шрифтом)